# Henry Howard
Henry Howard, hrabě ze Surrey (1517 – 19. ledna 1547) byl anglický aristokrat a básník, jeden ze zakladatelů anglické renesanční poezie.

## Životopis
Pocházel z významné šlechtické rodiny příbuzné královskému rodu – byl nejstarším synem Thomase Howarda, 3. vévody z Norfolku, a Elisabeth Staffordové, dcery 3. vévody z Buckinghamu. Byl bratrancem Anny Boleynové. V roce 1524 se stal hrabětem ze Surrey. V roce 1532 doprovázel krále Jindřicha VIII. na jeho cestě do Francie. Oženil se s Frances de Vere a měl s ní pět dětí. V roce 1547 byl spolu se svým otcem za zradu krále Jindřicha VIII. odsouzen k smrti a 19. ledna 1547 popraven.

## Básnická tvorba
Howard spolu se sirem Thomasem Wyattem byl jedním z prvních anglických básníků, kteří užívali formu sonetu v anglické variantě. Byl také prvním anglickým básníkem, který použil blankvers (ve svém volném překladu Vergiliovy Aeneidy). Proslul také vynikajícími překlady z Petrarcy.

## Externí odkazy

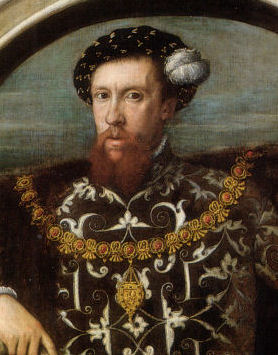
Henry Howard, hrabě ze Surrey